# Гламорама
«Гламорама» (англ. Glamorama) — сатирический роман американского писателя Брета Истона Эллиса, опубликованный в 1998 году издательством Alfred A. Knopf. В книге высмеиваются культ знаменитостей и тотальное потребительство. Русский перевод выполнил Илья Кормильцев.

## Сюжет
Действие романа происходит в середине 1990-х годов, начинается в Нью-Йорке, далее протекает в Лондоне и Париже.
Виктор Вард — главный герой романа, ранее упоминавшийся как Виктор Джонсон в романе «Правила секса» (1987). В Гламораме модель, начинающий актёр и «it-boy», Виктор живёт под лозунгом: «чем лучше выглядишь, тем больше видишь». Как заметил обозреватель газеты The Harvard Crimson, «его образ жизни — это высшая степень поклонения элементам массовой культуры: он „думает брендами“ и разговаривает фразами из популярных песен».
Если сравнивать его с персонажами других романов Эллиса, Виктор менее чувствительный и глубокий, чем, например, Клей из «Меньше, чем ноль». То, что Виктор постоянно упоминает о «режиссёрах», «операторах» и «съёмочных группах», как бы снимающих его жизнь, может свидетельствовать о том, что его персонаж болен шизофренией. Виктор гомофоб, что «странно для человека, являющегося частью пансексуальной модной индустрии Нью-Йорка»; когда его помощник-гей говорит «я знаю совершенно точно, что в прошлом ты и сам спал с парнями», Виктор заявляет: «Как-то раз в студенческие годы я посвятил модной игре в бисексуальность ровно три часа. Не стоит упоминания».
В начале книги Виктор занят подготовкой к открытию нового ночного клуба на Манхэттене, который он открывает вместе с Дамьеном Натчесом Россом. Виктор играет на бас-гитаре в группе «Эй, это мой ботинок», но покидает её, сославшись на то, что «весь этот инди-рок — один большой пшик».
Девушка Виктора, Хлое, супермодель, которая проходит курс лечения от наркозависимости и так же, как и Виктор и большая часть других героев романа, кроме наркотиков пристрастна к успокоительным препаратам
Виктор находится в сексуальной связи с Лорен Хайнд, (также главное действующее лицо в романе Эллиса «Правила секса»), успешной актрисой, любовницей Дамьена, которая была влюблена в Виктора ещё во время их учёбы в колледже «Кэмден».
Кроме этого, у Виктора есть интрижка с Элисон Пул, (главный персонаж романа Джея Макинерни 1988 года «История моей жизни», также упоминается в предыдущем романе Эллиса «Американский психопат». В Гламораме Элисон любовница Виктора и невеста Дэмьена).
Загадочный Ф. Фред Палакон впервые появляется в романе, когда предлагает Виктору $ 300 000 за то, чтобы он нашёл в Европе Джейми Филдс, с которой он учился в Кэмдене, двойного агента, работающего в террористической организации, в которую Виктор будет вовлечен, а также модель; позже она признается, что «выходила на подиум столько раз… но так и не поднялась выше среднего уровня».
Не уточняется, на какую политическую организацию Палакон работает; но он был замечен даже с сенатором Джонсоном, отцом Виктора, планирующим стать президентом США. Режиссёр говорит Виктору, что «Никакого Палакона не существует. Я в первый раз слышу это имя».
После того, как об интрижке Виктора с Лорен Хайнд становится известно, Дамьен выгоняет Виктора из бизнеса, а Хлое бросает его, Виктор отправляется в Европу в надежде отыскать Джейми и получить обещанные ему деньги. Но все оказывается не так просто, как казалось на первый взгляд. В Лондоне Виктор встречает Джейми и она знакомит его с Бобби Хьюзом — в прошлом успешной моделью и, как впоследствии оказывается, лидером международной террористической организации. Виктор присоединяется к их компании, в которой также присутствуют Бентли Харрольдз, Тамми Девол и Брюс Райнбек — модели и, так же, как и Бобби, участники террористической организации. Позже Виктор обнаружит бездыханное тело Тамми, имеющую болезненное пристрастие к героину, совершившую самоубийство.
Кроме того, в книге упоминается ещё одно из действующих лиц «Правил секса» — Бертран, который тоже присоединился к группировке Бобби Хьюза, а также Патрик Бэйтмен из «Американского психопата». Виктор встречает его в одном из ресторанов и «изучает странные пятна на лацканах его пиджака Armani, который стоит столько же, сколько хороший автомобиль».

## Художественные особенности
«Над туалетным столиком Хлое клейкой лентой прикреплен гигантский рулон бумаги, вырванный из факса, на котором выписан распорядок её встреч: понедельник, 9:00 — Байрон Ларс, 11:00 — Марк Эйзен, 14:00 — Николь Миллер, 18:00 — Дух из Woo Tang Clan; вторник, 10:00 — Ральф Лорен; среда, 11:00 — Анна Суи, 14:00 — Кэлвин Кляйн, 16:00 — Билл Бласс, 19:00 — Исаак Мизрахи; четверг, 9:00 — Донна Каран, 17:00 — Тодд Олдем, и далее в том же духе до воскресенья. Столы и полки завалены иностранными банкнотами и пустыми бутылками из-под Glacier. В холодильнике уже стоит завтрак, который приготовила Луна: красный грейпфрут, Evian, холодный травяной чай, обезжиренный йогурт с черникой, четвертушка рогалика с маком — иногда обжаренная, иногда нет, белужья икра — по „особым дням“. Жиль Бенсимон, Джульетт Льюис, Патрик Демаршелье, Рон Галотти, Питер Линдберг и Бакстер Пристли отметились на её автоответчике».
Роман, построенный вокруг моделей-террористов, двойных агентов и международных заговоров, представляет собой сатиру на одержимость современников гламуром и культом знаменитостей. Практически на каждой странице изобилуют упоминания «звёзд» настоящего и прошлого (см. врезку справа). Преувеличенная одержимость Виктора собственным внешним видом, по мнению одного из критиков, может свидетельствовать о привлекательности гламура и для самого автора.
Многие рецензенты посчитали роман чрезмерно затянутым и изобилующим повторами. В книге Эллис часто использует перечисления песен, играющих на заднем плане, или даже цитирует их, как происходит, например, с песней группы Oasis «Champagne Supernova», придавая книге динамичность и кинематографичность. Из-за этого в некоторых местах книга воспринимается как фильм, а в тех местах романа, где присутствуют сцены насилия — как снафф-фильм.
В романе упоминаются технологии обработки изображений (например, PhotoSoap для Windows 95) [6]. Это создает комичную ситуацию, вся ирония которой заключается в том, что Виктору, персонаж которого интересует лишь внешняя сторона чего бы то ни было, не дают покоя поддельные фотографии, которые доказывают его причастность к убийству; становится сложно сказать, что настоящее в «современном» мире, а что нет. Таким образом, значимость личности стирается. Продолжается тема использованных в «Американском психопате» сатирических ситуаций, когда персонажи постоянно путают друг друга с другими людьми, причем без каких бы то ни было последствий.

## Значение
В 2012 г. автор назвал «Гламораму» самой важной своей работой и, возможно, лучшей книгой из всех им написанных. Он связывает рождение замысла романа со смертью своего отца: «Произведение изначально строилось на том, что отец не любит своего сына и хочет заменить его другим. Вокруг этого зародыша возникли другие идеи. Я давно мечтал написать что-то наподобие романа Роберта Ладлэма».
Издатели позиционировали роман как «большую книгу», анализирующую состояние общества в последнее десятилетие XX века. «Я насадил на иголку время, в котором живу, и начал анализировать тенденции, которые, по моим представлениям, господствовали в обществе», — говорит о создании «Гламорамы» сам Эллис.
Русский перевод Ильи Кормильцева был выпущен в 2003 году издательством «Торнтон и Сагден». В 2015 году Владимир Сорокин назвал «Гламораму» одним из двух романов, которые «обрадовали» его из числа опубликованных «в последнее время».
Роман не был экранизирован, однако Эллис не раз сетовал, что некоторые идеи «Гламорамы» были использованы без его ведома при создании комедии «Образцовый самец». В интервью Би-би-си 2005 г. он отказался конкретизировать свои претензии, сославшись на условия соглашения, заключённого с создателями киноленты.